# 1776年の相撲
1776年の相撲（1776ねんのすもう）は、1776年の相撲関係のできごとについて述べる。

## 本場所など
- 1月場所（江戸相撲）[1]
  - 興行場所:御蔵前八幡宮境内
  - 3月1日（旧1月12日）より興行
  - 星取は不明、また常連の力士が欠場していることから、本場所でない可能性がある。
- 5月場所（大坂相撲）[1]
  - 興行場所:難波新地
  - 6月20日（旧5月5日）より晴天10日間興行
- 5月場所（京都相撲）[1]
  - 興行場所:二条川東
  - 7月10日（旧5月25日）より6日間興行
- 10月場所（江戸相撲）[2]
  - 興行場所:深草八幡宮境内
  - 11月21日（旧10月11日）より晴天8日間興行